# Grève des coiffeuses du 57
La grève des Coiffeuses du 57 est un mouvement social de lutte contre l’exploitation de travailleurs et travailleuses étrangères en situation irrégulière. Il est mené entre mai 2014 et novembre 2016 par un groupe de 18 employés du New York Fashion, salon de coiffure afro et manucure situé au 57 boulevard de Strasbourg, à Paris.
Soutenues par la Confédération générale du travail (CGT), les victimes obtiennent gain de cause, faisant condamner les deux anciens gérants.

## Contexte

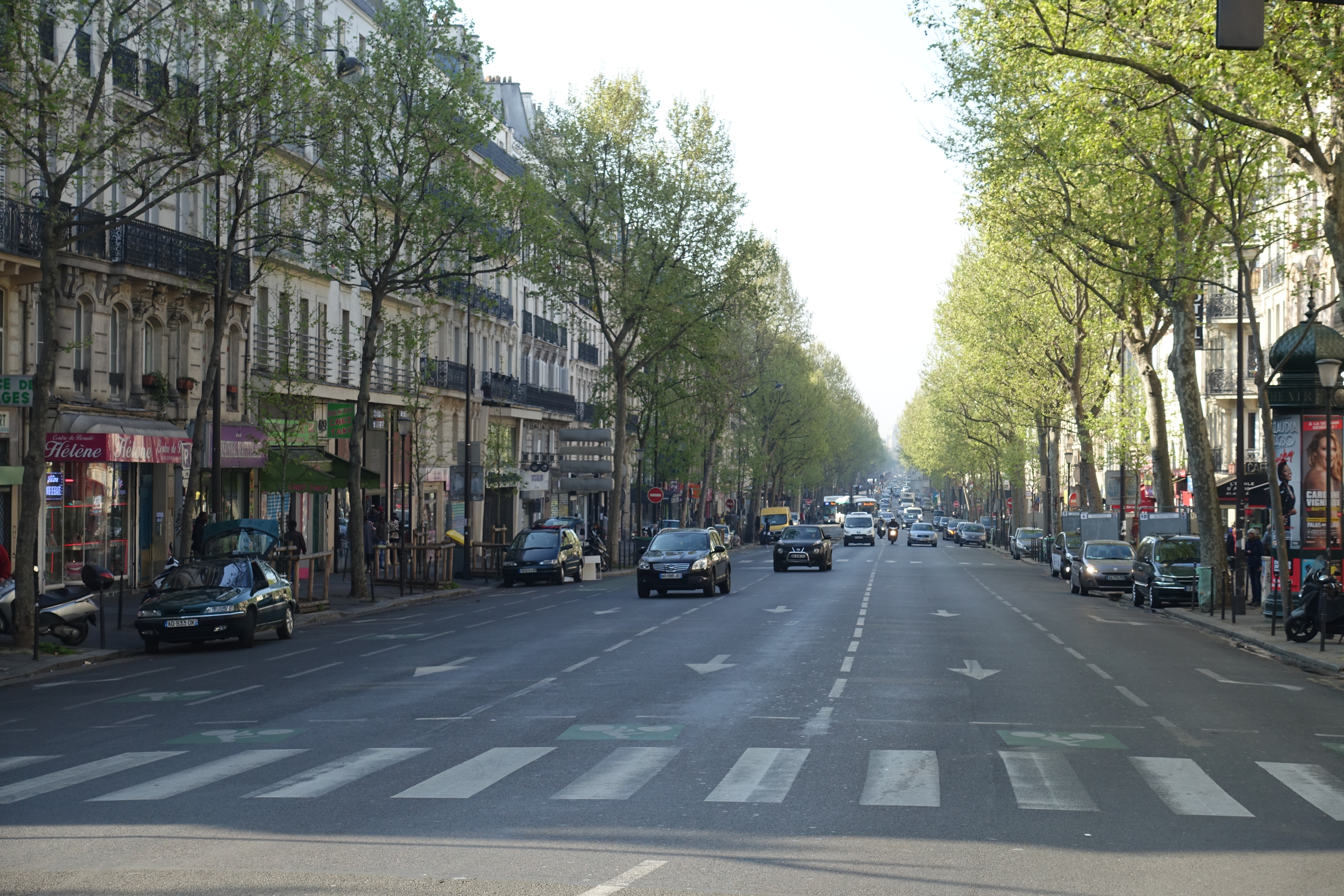
Boulevard de Strasbourg

Le salon de coiffure afro et manucure est situé au 57 boulevard de Strasbourg, à Paris, dans le quartier de Château d’eau, considéré comme le temple de la coiffure africaine. Près de 1 500 personnes non déclarées y travaillent, recrutées généralement dans la rue pour des salaires situés entre 300 à 400 euros par mois. Les employés du salon sont payés à la tâche, fournissant eux-mêmes les produits et outils de travail, laissant 60 % des gains au patron. Travailleurs et travailleuses étrangères en situation irrégulière, elles sont de nationalité chinoise, guinéenne, burkinabé, malienne, nigériane et ivoirienne.
Ce mouvement est lancé dans la dynamique de la Grève des manucures chinoises, commencé en février 2014, au Supply Beauty, un salon situé juste en face du New York Fashion, au numéro 50 boulevard de Strasbourg.

## Première grève
Le 22 mai 2014, les 18 travailleurs et travailleuses, dont 14 sans-papiers du New York Fashion se réunissent et se mettent en grève le lendemain pour dénoncer leurs conditions de travail,. Soutenus par la Confédération générale du travail (CGT), ils obtiennent le 7 juin des contrats de travail mais leur employeur décide de se déclarer en cessation de paiements le mois suivant, le 8 juillet.

## Occupation
Le 24 juillet 2014, les salariés décident d’occuper le salon et le 6 août, ils déposent une plainte pour « traite d'êtres humains, travail dissimulé, faillite frauduleuse, escroquerie, conditions de travail indignes, abus de vulnérabilité, rétribution inexistante ou insuffisante »,. Cette plainte est appuyée par une lettre ouverte de la CGT au préfet de Police de Paris. Le syndicat demande une « protection immédiate » pour les salariées « par l'obtention d'un titre de séjour ». En retour, le propriétaire du 57 boulevard de Strasbourg saisit le tribunal judiciaire de Paris en référé pour demander l’expulsion des squatteurs Il les menace d’être raflés par la police s’ils ne quittent pas les lieux. Les Coiffeuses du 57 et leurs familles sont également victimes de menaces de mort par SMS. Marilyne Poulain responsable syndicale CGT qui accompagne le mouvement social est menacée de décapitation le 16 septembre 2014 devant le salon de coiffure alors qu’une équipe de tournage de France 3 était venue tourner un reportage sur la grève. L’auteur des menaces est condamné le 9 mars 2015 à deux mois d’emprisonnement avec sursis pour menaces de mort par le tribunal correctionnel de Paris[réf. nécessaire].

## Soutiens et rassemblements
Un premier rassemblement de soutien est organisé le 5 septembre. Trois jours plus tard, le Collectif des cinéastes pour les « sans-papiers » s’engage auprès des Coiffeuses du 57. Il alerte le Ministère de l’Intérieur, celui de la Justice et celui du Travail sur la situation et publie une lettre ouverte au gouvernement le 9 septembre. Il demande l’attribution de titres de séjour et que l’État mette « tout en œuvre pour lutter contre cet esclavage moderne qu’est l’exploitation de travailleurs sans-papiers ». Mathieu Amalric, Josiane Balasko, Régis Wargnier et Romain Goupil font partie du collectif,. Le collectif réalise un film, Les 18 du 57, Bd de Strasbourg, « Contre la traite des êtres humains, Au nom de la dignité humaine, Un État de droit se doit de protéger tous ceux qui travaillent sur son territoire ».
Le 23 octobre, la préfecture considère que l'aspect « traite des êtres humains » n'est pas constitué alors qu’une nouvelle décision provisoire est prise par le juge. Le 6 novembre, le tribunal de grande instance de Paris ne donne pas suite à la demande d'expulsion du propriétaire du « 57 ».
Les Coiffeuses du 57 organisent une manifestation le 28 janvier, à 17 heures, devant l'Hôtel de Matignon pour obtenir une régularisation et mettre un terme à l’exploitation des sans-papiers dans le quartier de Château d’eau, où règne un réseau qu’ils qualifient de « mafia ». Selon Marilyne Poulain de la CGT, « Le quartier est aux mains de réseaux nigérians qui contrôlent l’ensemble des salons ».  
Le 8 mars 2015 en pleine nuit, nouvelle agression, un pavé est jeté dans la vitrine du salon de coiffure.
Le 31 mars 2015, une nouvelle manifestation est organisée à proximité de la place Beauvau et le collectif obtient un entretien avec un conseiller de Bernard Cazeneuve, ministre de l'intérieur.

## Premier pas vers la régularisation
Le 10 avril, sur décision de la préfecture de Paris, neuf des dix-huit salariées obtiennent une autorisation de séjour leur permettant de chercher un emploi légal. Le document, qui a valeur de titre de séjour provisoire est valable quatre mois et renouvelable en cas de contrat de travail. Ils rejoignent les cinq autres déjà régularisés temporairement le mois précédent,.

## Condamnations
Le 10 novembre 2016, le tribunal correctionnel de Paris condamne les deux anciens gérants à des amendes et à des peines de prison ferme. Ils sont jugés « intégralement coupables » de nombreux délits allant du travail dissimulé et l'emploi de personnes en situation irrégulière sans rétribution à l'absence de toilettes pour les salariés, d'aération, d'extincteur et d'installation électrique conforme.
Le 8 février 2018, la Traite des êtres humains dans le milieu du travail dans un cadre collectif, est pour la première fois reconnue par la justice française dans cette affaire sur citation directe de la CGT car la qualification n’était pas retenue par le parquet,.
Le gérant de fait du salon, l'Ivoirien Mohamed Bamba, en fuite est condamné à deux ans de prison dont un avec sursis et 31 800 euros d'amende. Le gérant de droit du commerce, le Jordanien Walid Daollat est condamné à dix mois d'emprisonnement et 10 600 euros d'amendes. Il a déjà été condamné pour des faits similaires dans un autre salon. Ils sont également condamnés à verser 1 000 euros à chaque victime et 1 500 euros à l'Union départementale de la CGT, partie civile, au titre des dommages et intérêts,.

## Filmographie
- 2014 : Les 18 du 57, Boulevard de Strasbourg par le Collectif des cinéastes pour les sans-papiers[20],[4]